# Resolution (canción)
«Resolution» es una canción incluida en el segundo álbum solista de Nick Lachey, What's Left of Me que fue lanzado en 2006. Es el tercer sencillo del álbum. Un EP del sencillo, incluyendo una mezcla superior titulado "full band version", fue lanzado exclusivamente en la tienda de iTunes. El sencillo se agregó a la radio en enero de 2007. La canción no fue lanzada cómo sencillo entero, porque Lachey actualmente se encuentra trabajando en su tercer álbum. La versión original de "Resolution" que aparece en "Wha'ts Left of Me" fue grabada cómo demo, el día que fue escrita. A la compañía discográfica le gustó tanto que insistieron en que fuera la versión definitiva en el álbum.

## Resolution EP
Este EP fue exclusivamente vendido en iTunes.
Listado:
1. «Resolution» (Full Band Version)
2. «What's Left of Me» (The Passengerz Remix) (Radio Edit)
3. «What's Left of Me» (Jack D. Elliot Remix)

## Posicionamiento
| Listas (2006)          | Posición |
| ---------------------- | -------- |
| U.S. Billboard Pop 100 | 77       |